# Loren Fatović
Loren Fatović (Dubrovnik, 16 de novembro de 1996) é um jogador de polo aquático croata.

## Carreira
Fatović jogou pelo campeão da série croata VK Jug Dubrovnik até 2023. Em 2023 mudou-se para VK Jadran Split.
Fatović tornou-se jogador regular da seleção nacional após as Olimpíadas de 2016. Na Copa do Mundo de 2017, em Budapeste, os croatas venceram o grupo preliminar e derrotaram os italianos nas quartas de final. Com uma vitória por 12–11 sobre a Sérvia, os croatas chegaram à final e derrotaram os húngaros por 8–6. No ano seguinte, no Campeonato Europeu de 2018 em Barcelona, os croatas perderam para os sérvios nas semifinais. Eles venceram o jogo pelo terceiro lugar contra os italianos por 10–8. Loren Fatović marcou um total de onze gols, incluindo três na disputa pela medalha de bronze. Em 2019, na Copa do Mundo de Gwangju, os croatas venceram a Alemanha nas quartas de final e perderam as semifinais para os espanhóis. Os croatas venceram o jogo pelo terceiro lugar contra os húngaros. Nos Jogos Olímpicos de 2021 em Tóquio, os croatas terminaram em quinto lugar após uma derrota nas quartas de final para os húngaros. Loren Fatović marcou um total de 12 gols no torneio.
Um ano depois, os croatas venceram a Sérvia por 14–12 nas quartas de final da Copa do Mundo de 2022, em Budapeste. Depois de uma derrota por 5 a 10 para os espanhóis nas semifinais, os croatas perderam para os gregos na disputa pelo terceiro lugar. Dois meses depois, no Campeonato Europeu em Split, os croatas venceram os italianos por 11–10 nas semifinais e os húngaros por 10–9 na final. Na Copa do Mundo de 2023, em Fukuoka, os croatas perderam na repescagem para Montenegro e terminaram em nono. Em janeiro de 2024, no Campeonato Europeu realizado em Zagreb e Dubrovnik, os croatas derrotaram os húngaros nas semifinais. Na final perderam para os espanhóis por 10–11. Fatović marcou uma vez na final. Um mês depois, na Copa do Mundo de Doha, os croatas venceram os sérvios por 15–13 nas quartas de final, com Fatović sendo o artilheiro de sua equipe com quatro gols. Os croatas venceram a semifinal contra a França e a final contra os italianos na disputa de pênaltis.
Nos Jogos Olímpicos de Verão de 2024, em Paris, conquistou a medalha de prata no torneio masculino do polo aquático, após confronto na final contra a equipe sérvia.